# Achi (Nagano)
Achi (阿智村 Achi-mura?) es una villa situada en el distrito de Shimoina, en la prefectura de Nagano, Japón. Tiene una población estimada, a inicios de abril de 2025, de 5913 habitantes.

## Geografía
La localidad se encuentra en el suroeste del distrito de Shimoina, en el extremo sur de la prefectura de Nagano. Se extiende desde una altitud de 410 m hasta la cumbre del monte Ena, a 2191 metros sobre el nivel del mar.

## Historia
Con la implementación del sistema de ciudades y pueblos en 1889, el área de la actual villa de Achi se dividió en tres villas: Kaichi, Gowa y Chiri. En 1956 se aprobó la Ley de Promoción de la Fusión de Ciudades y Pueblos, y los pueblos se fusionaron para formar la villa de Achi. Posteriormente se fusionó con la villa de Namiai el 1 de enero de 2006 y con la villa de Seinaiji el 31 de marzo de 2009, para formar la nueva "Villa de Achi".

## Turismo
Este tranquilo pueblo de montaña es un popular destino turístico. Se estima que atrae unos 1 300 000 turistas por año, que llegan fundamentalmente para observar las estrellas, debido a su ubicación remota y a la baja polución del lugar.
También se destaca Hirugami Onsen, una fuente termal reconocida por su agua de manantial de azufre simple de alta calidad.

## Demografía
Según los datos del censo japonés, la población de Achi ha estado disminuyendo en los últimos 50 años.
| Gráfica de evolución demográfica de Achi entre 1940 y 2025 |
|                                                            |
| Oficina de Estadísticas de Japón                           |